# معركة ديدجوري
معركة ديدجوري Didgori وقعت بين جيش مملكة جورجيا وبين جيش الإمبراطورية السلجوقية في ديدجوري، الواقعة على بعد 40 كم من تبليسي العاصمة الحالية لجورجيا، في 12 أغسطس 1121.
وقعت المعركة بعد انتصار الملك الجورجي ديفيد الرابع على الجيش السلجوقي بقيادة الغازي، واسترداده مدينة تبليسي من السيطرة الإسلامية. عرف انتصار ديفيد الرابع في معركة ديدجوري في العصور الوسطى باسم «العصر الذهبي»، ووصفت المعركة بـ «النصر المعجزة». ويتذكر الجورجيون في العصر الحديث المعركة في احتفال سنوي في سبتمبر، يعرف باسم ديدجوروبا Didgoroba أو يوم ديدجوري.